# Zio Paperone e le guerre planetarie
Zio Paperone e le guerre planetarie è una storia a fumetti scritta da Guido Martina e disegnata da Giovan Battista Carpi. È stata pubblicata per la prima volta in Italia su Topolino n.1172 e 1173.

## Trama
Zio Paperone sta dormendo beatamente quando suona l'allarme. Lui si alza di botto e si dirige verso il cervellone elettronico per scoprire quale dei suoi tanti depositi sta per essere scassinato. Scopre che è quello su Gau (che scopriremo poi essere la luna; G sta per Gold (oro in inglese) e Au sta per il simbolo chimico dell'oro) e va a svegliare i nipoti.
Paperone, Paperino e Qui, Quo, Qua partono per Gau per evitare che il furto riesca e scoprono che i ladri sono delle rane chiamate B.B.. Durante il viaggio di ritorno una tempesta cosmica colpisce l'astronave e i paperi finiscono su un altro pianeta che scambiano in un primo momento per i Paesi Bassi (in questo pianeta ci sono infatti molti mulini a vento e tulipani).
I paperi incontrano il re del pianeta (che è tale e quale a Zio Paperone). La principessa (che è tale e quale a Paperina) viene rapita dalle truppe del re della luna di quel pianeta (che è tale e quale a Rockerduck) e Paperino, innamoratasi perdutamente di lei, decide di salvarla. Quindi arriva sulla luna e con l'aiuto dello zio e dei nipoti riesce a sconfiggere il re della luna e salvare la principessa. Alla fine Zio Paperone riceve come ricompensa dei tulipani d'oro mentre Paperino, che aveva deciso di sposare la principessa e di restare lì, quando scopre che sul pianeta il sole non tramonta mai e che lì si lavora 24 ore su 24 cambia subito idea e decide di tornare sulla terra.